# Christus op de koude steen

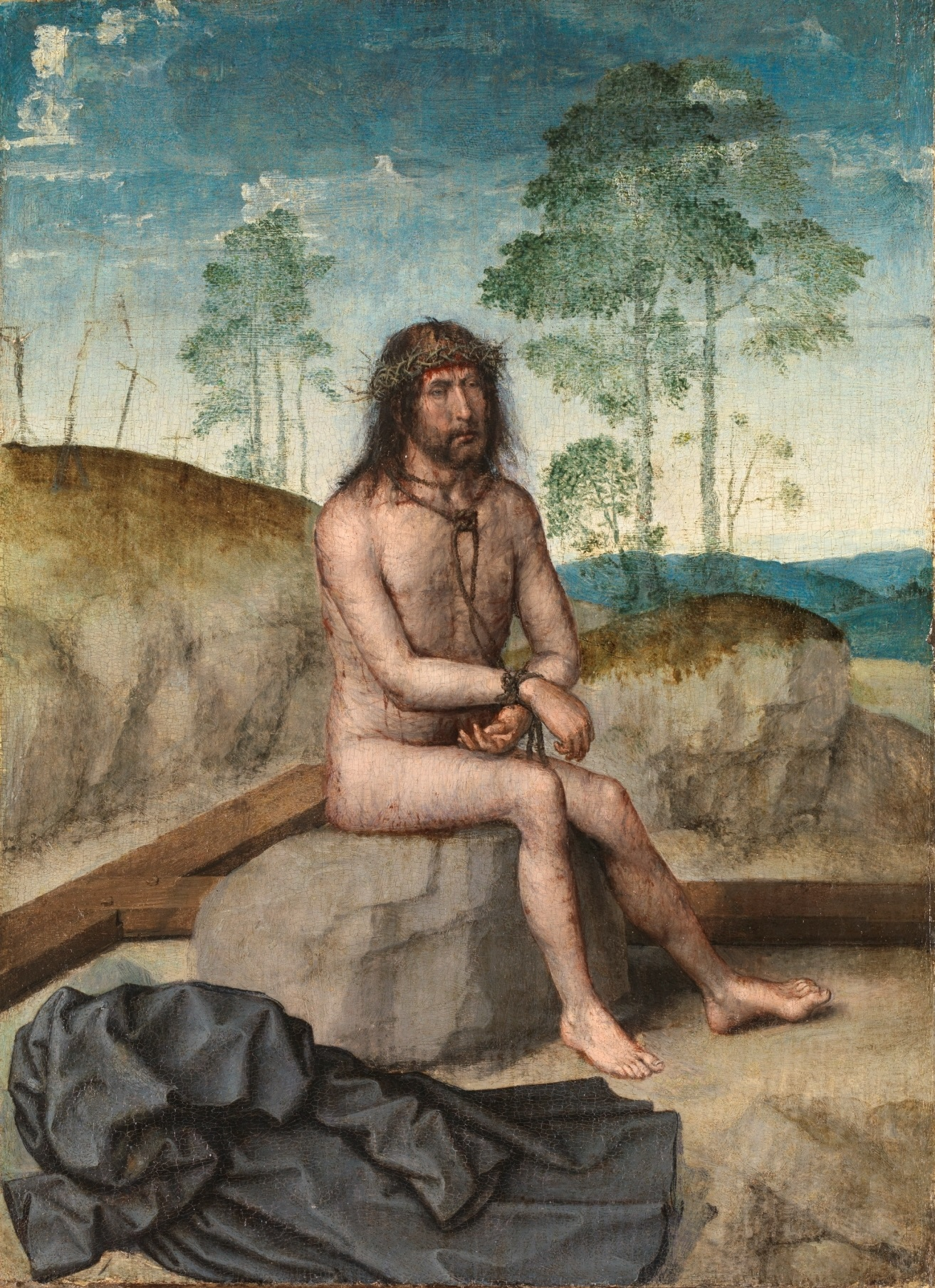
Christus op de koude steen door Juan de Flandes, eind 15e eeuw (Prado)

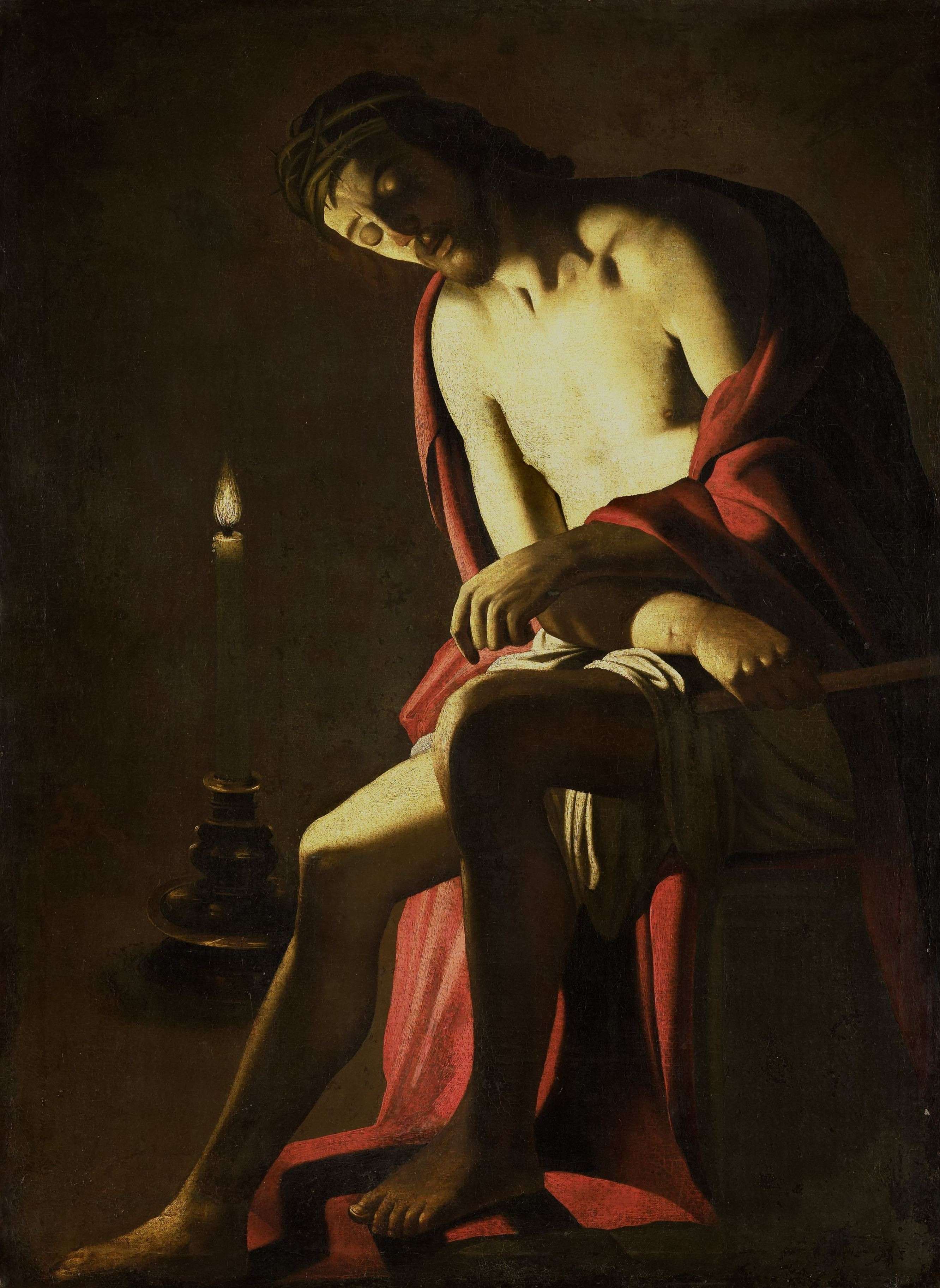
Christus op de koude steen, kopie naar Gerard van Honthorst, na ca. 1614, Rijksmuseum Amsterdam

Christus op de koude steen is de naam van een apocriefe episode uit de passie van Jezus Christus. Sinds de late middeleeuwen komt het thema ook in de beeldende kunsten voor. Volgens de overlevering toonde men in de Heilige-Grafkerk te Jeruzalem deze steen waarop Christus door zijn beulen was neergezet verbeydende die doorboringhe des cruycen ten spotte ende ten lachtere van hen allen. De devotie tot Christus op de koude steen ontstond in Brabant vanaf 1450 en verbreidde zich over gans Europa. Het thema blijft tot in de zeventiende eeuw populair.

## Algemene beeldbeschrijving
Het betreft een beeltenis waarop Christus moederziel alleen op een steen zit, reeds gegeseld en getooid met de doornenkroon, in afwachting van zijn executie. Christus lijkt vaak in gedachten verzonken en leunt al dan niet met zijn hoofd in zijn hand. Hierdoor dringt zich de overeenkomst op met een melancholische gemoedstoestand, zoals in Albrecht Dürers Melencolia I.

### Varianten naar houding
- Soms wordt Christus ook nog omringd door de passiewerktuigen.
- Als zijn hoofd rust op zijn hand wordt ook gesproken van de Denkende Christus (Engels : Pensive Christ, Duits: Christus im Elend, ook Christus in der Rast).
- Met gevouwen handen in zijn schoot wordt gesproken van de Rust van Christus op Calvarie (Engels: Repose of the Lord, Duits:Herrgottsruh)
- Het is een van de weinige momenten uit het leven van Christus waarop hij volledig naakt wordt afgebeeld. Kunstenaars mochten Christus op dit moment, met toestemming van de Kerk, naakt afbeelden.[3] Veel kunstenaars verkozen toch om Christus' lendenen te bedekken met een perizonium.

### Varianten naar Kunstvorm
- Beeldhouwwerken in allerlei materialen, al of niet beschilderd komen het vaakst voor.
- Schilderijen
- Etsen van schilderijen
- Glasramen (Holzkirchen (Alling))
- Enkele (vooral Duitse) kerken hebben dit beeld als schutspatroon (Rottweil, Schwäbisch Gmünd, Hechingen)

## Toelichting
Onder invloed van volksgeloof en de behoefte meer te weten over het leven van Christus werden laatmiddeleeuwse passietraktaten geschreven vol extra details over Christus' leven. Christus op de koude steen kan naar meerdere momenten tijdens de kruisdraging verwijzen. In bepaalde traktaten uit de veertiende eeuw wordt verwezen naar Christus die bijna onder de last van het kruis bezweek en op een steen ging zitten om uit te rusten, waarbij Christus ook zijn moeder ontmoette. Vanaf de vroege vijftiende eeuw (en misschien ook wel eerder) verandert de interpretatie echter: in vijftiende-eeuwse passietraktaten vindt de rust op de koude steen plaats ná de kruisdraging en de ontkleding van Christus en vóór de kruisiging. Christus neemt plaats op de steen, wacht zijn moment van executie af en overpeinst zijn leven.

## Aanwezigheid in kerken en musea

### België
- Sint-Ivokapel (Brugge), een houten beeld
- Sint-Walburgakerk (Brugge)
- Sint-Jan-de-Doperkerk (Tongeren)
- Onze-Lieve-Vrouw Basiliek (Tongeren); twee exemplaren, begin 16e eeuw[4]
- Sint-Gummaruskerk (Tienen)
- Sint-Leonarduskerk (Zoutleeuw); twee exemplaren, uit het begin van de 16e en 17e eeuw.
- De Sint-Sulpitiuskerk (Diest); van Brabantse herkomst uit de 1ste helft van de 16e eeuw
- Onze-Lieve-Vrouwkerk (Céroux-Mousty), gepolychromeerde kalksteen, begin 16e eeuw
- Sint-Pieterskerk (Leuven), begin 16e eeuw
- Sint-Niklaaskerk te Herne (Herfelingen) 16 eeuws

### Nederland
- Museum Catharijneconvent (Utrecht); Oost-Nederland, ca. 1510 (ABM bs692). Dit is een zeldzaam exemplaar waar Jezus volledig naakt wordt afgebeeld.

### Frankrijk
- Sint-Martinuskerk in Pierrevillers, departement Moselle, kalksteen,1533.
- Abdijkerk van Saint-Remi (Reims), 16e eeuw (afkomstig van de parochiekerk van Saint-Hilaire van Reims).

### Duitsland
- Kartuiserkerk, Keulen, 1520.

### Spanje
- Kathedraal van Burgos, houten beeld, einde 15e eeuw; het is niet bekend hoe dit Antwerps beeld in Spanje is terecht gekomen.

## Vergelijking met Man van Smarten
Soms wordt de beeltenis van Christus op de koude steen gelijkgesteld aan de Man van Smarten. De Man van Smarten is echter een andere situatie in het levensverhaal van Christus. Christus op de koude steen is een episode tijdens de passie, tijdens of na de kruisdraging, maar vóór de kruisiging. De Man van Smarten is een moment ná de kruisiging en de wederopstanding, waarop een treurig kijkende (verrezen) Christus al zijn passiewonden (inclusief de nagelwonden en de lanssteek) aan de toeschouwer toont.

## Galerij

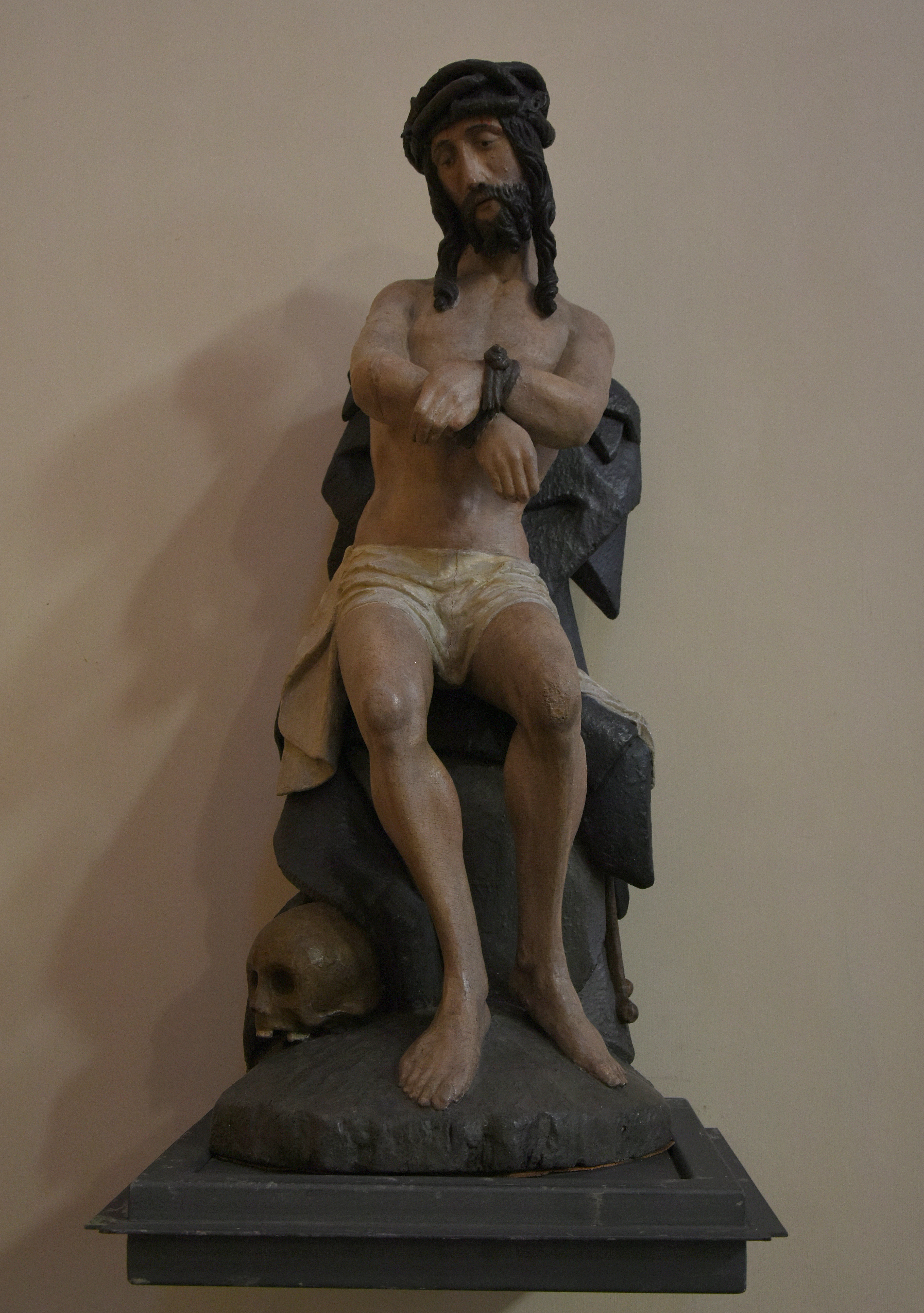
Christus op de koude steen in de Sint-Jan-de-Doperkerk (Tongeren)
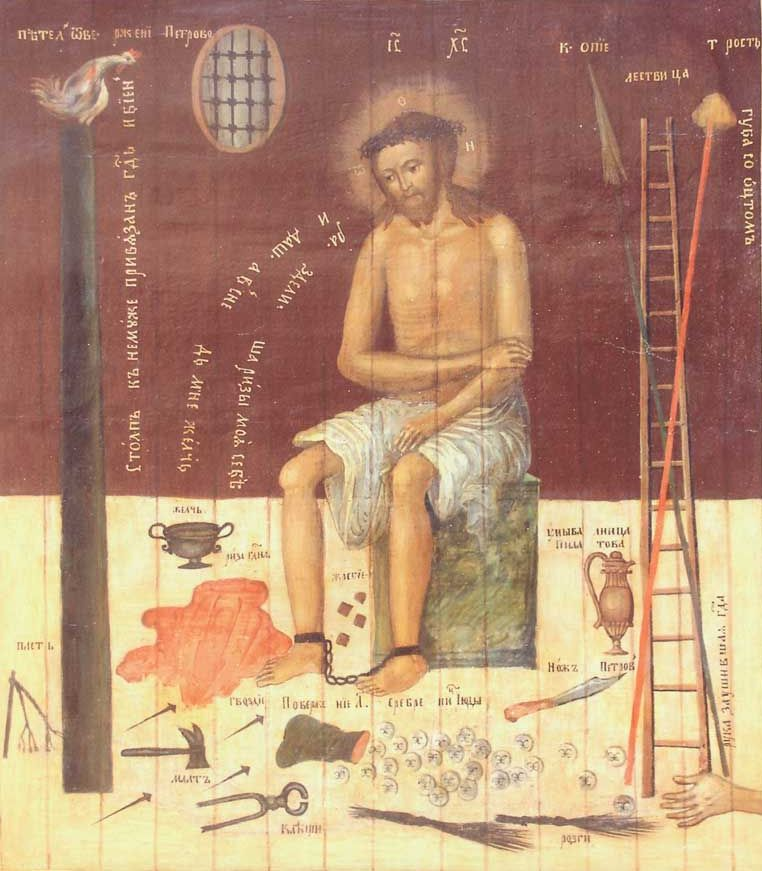
Christus op de koude steen, omringd door de passiewerktuigen
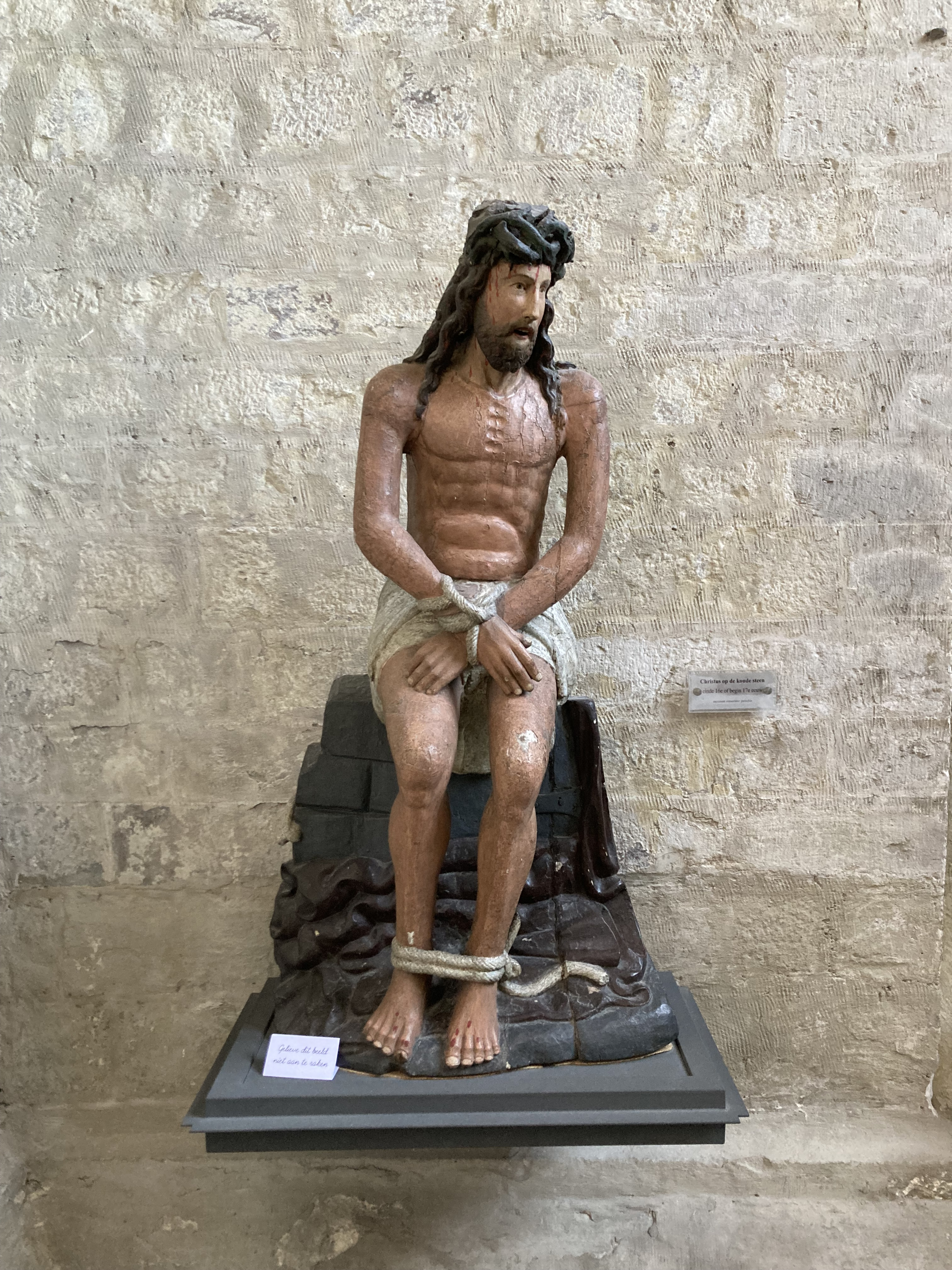
Christus op de koude steen - ca. 1600 Sint-Leonarduskerk, Zoutleeuw)
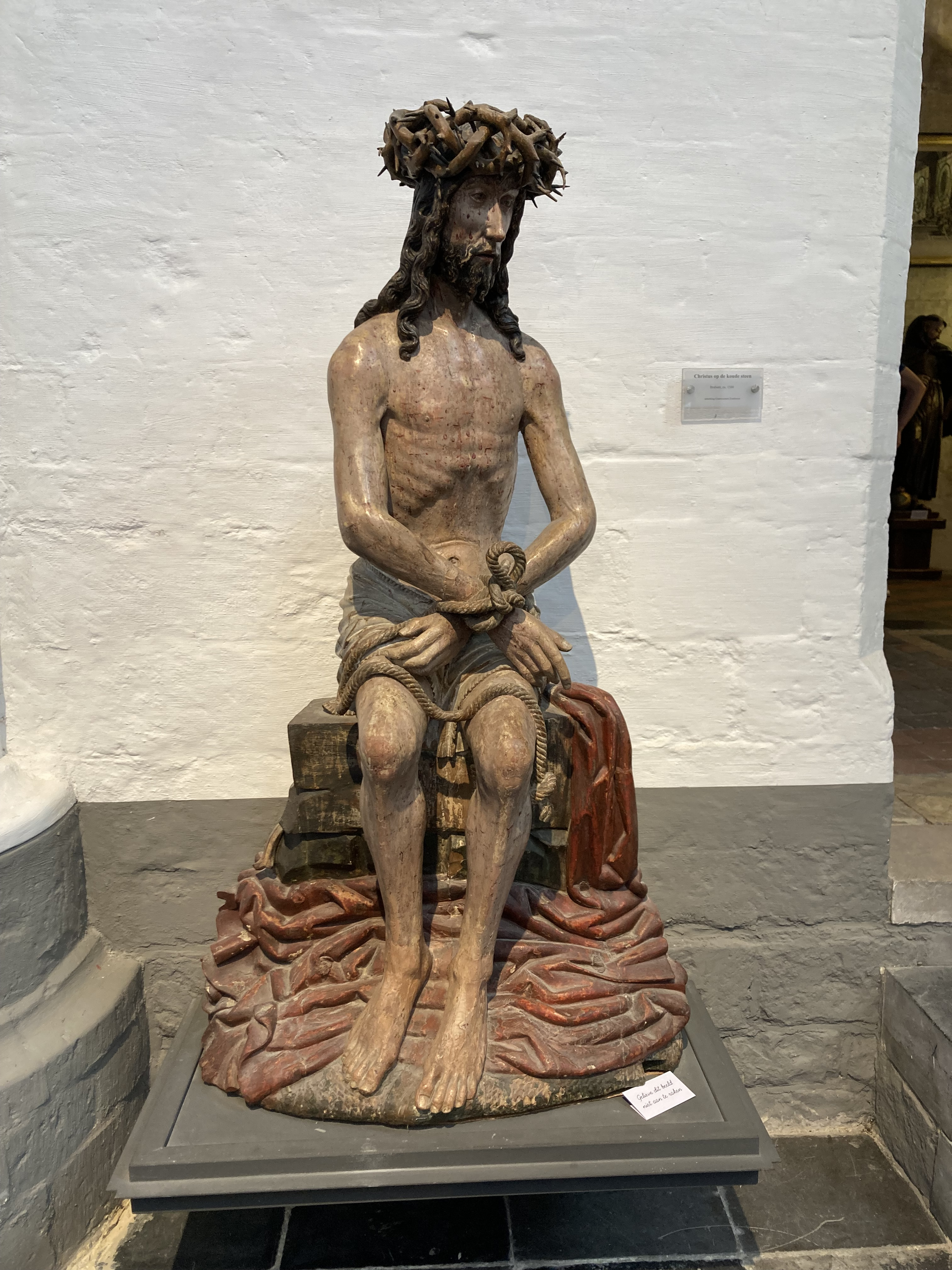
Christus op de koude steen ,ca. 1500 (Sint-Leonarduskerk, Zoutleeuw
Christus op de koude steen, Oost-Nederland, ca. 1510, Museum Catharijneconvent, Utrecht
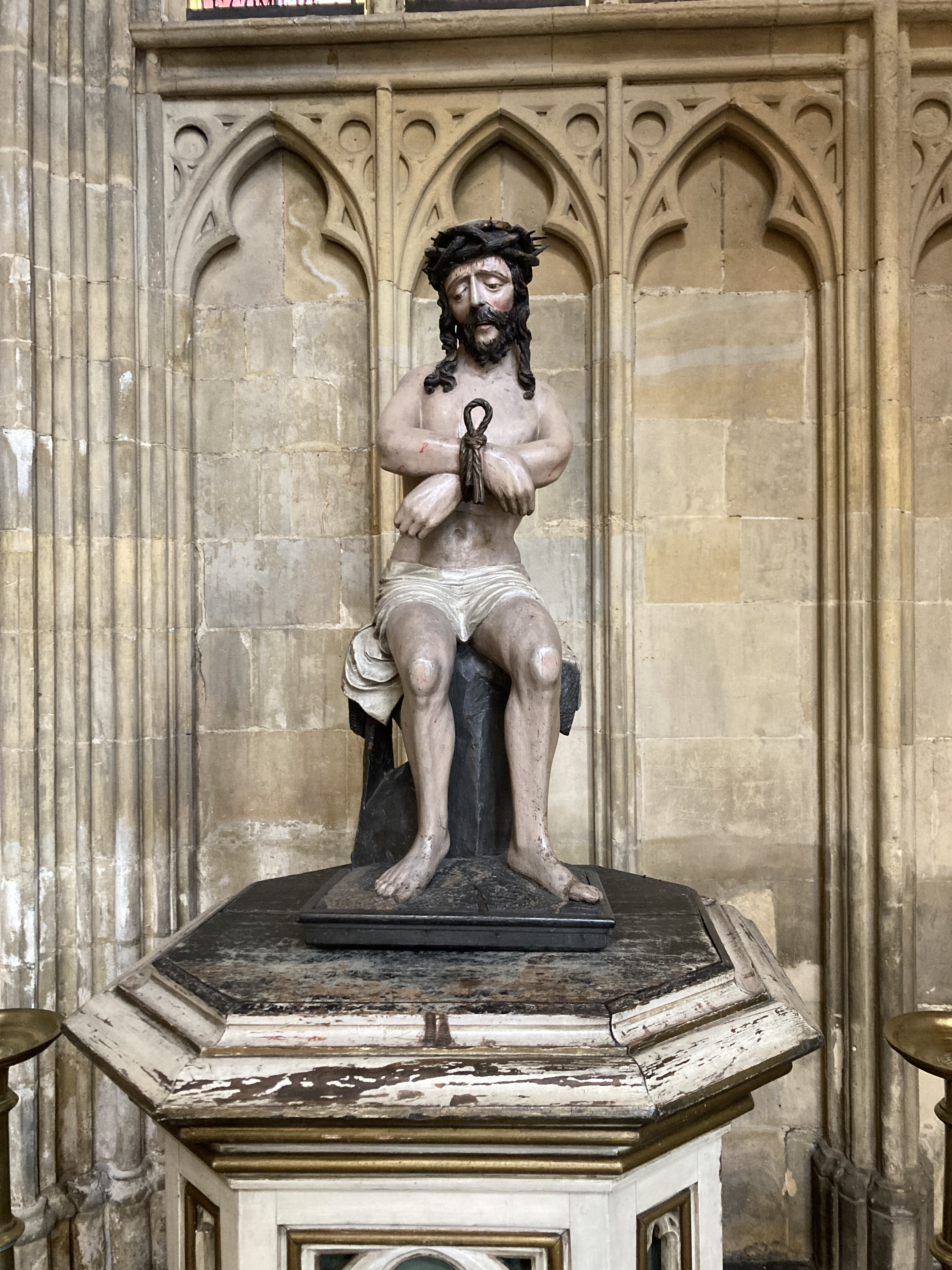
Christus op de koude steen, O.L.V.-Basiliek in Tongeren (begin 16e eeuw)
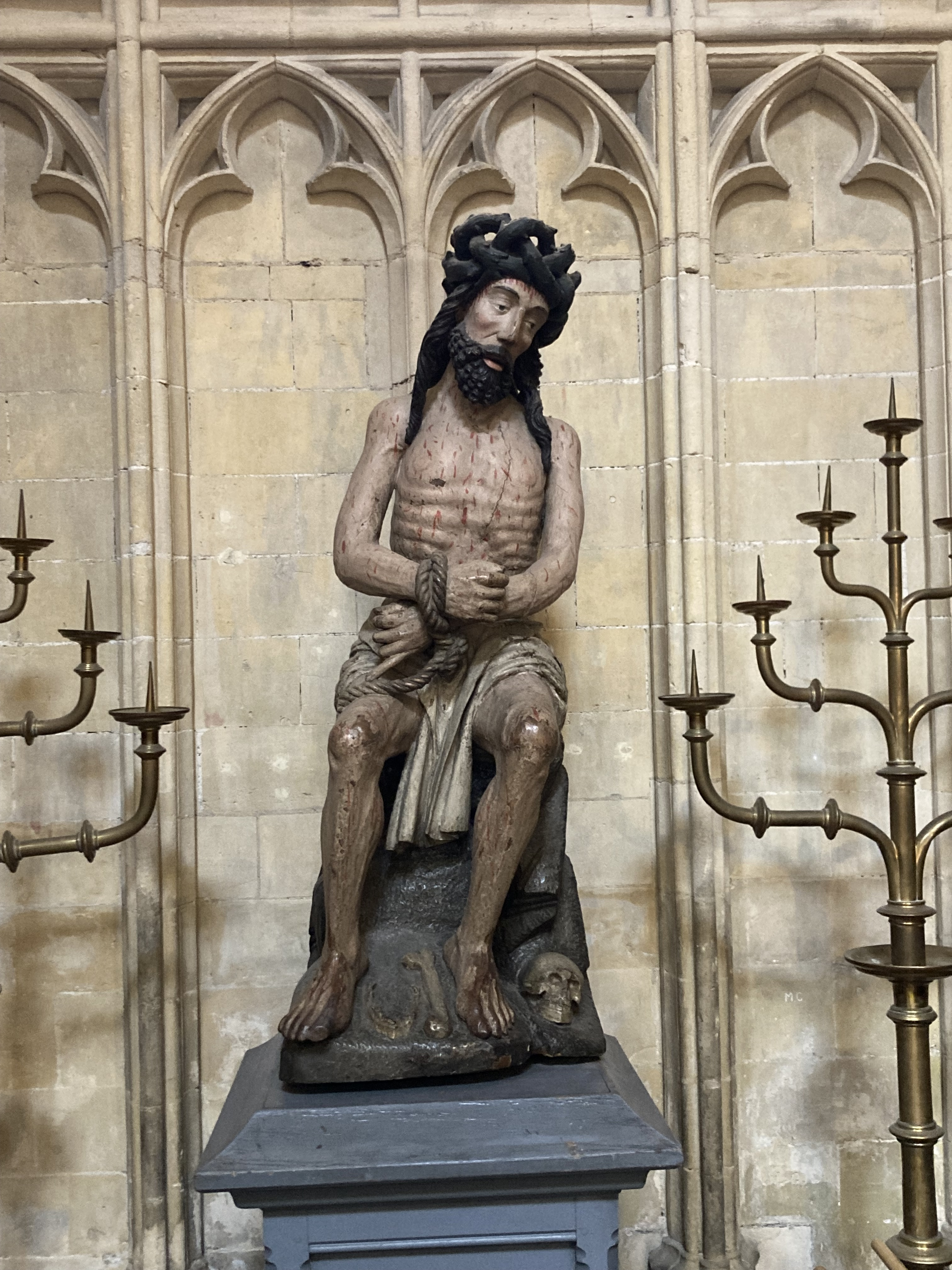
Christus op de koude steen in de O.L.V.-Basiliek in Tongeren (begin 16e eeuw)
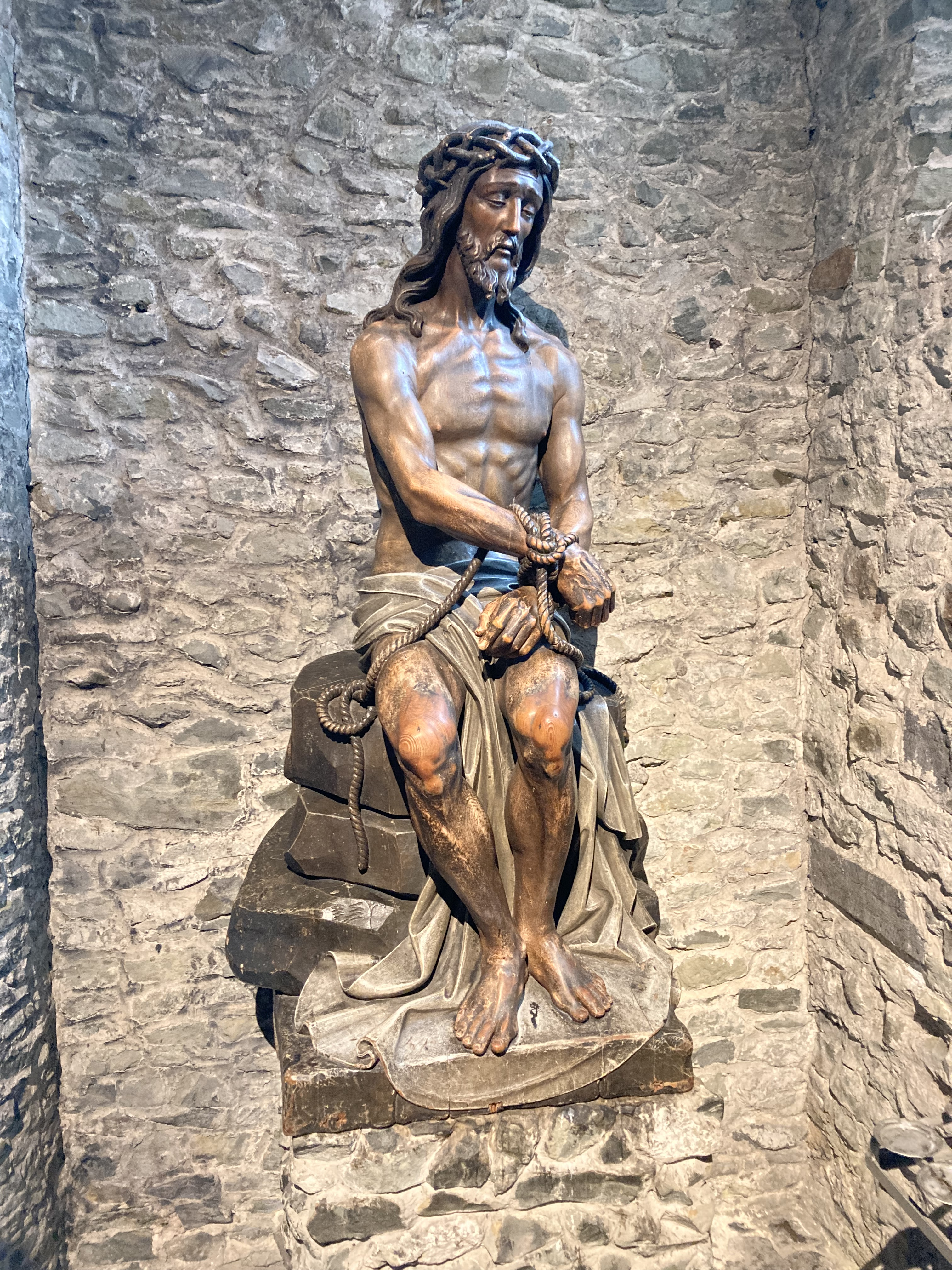
Christus op de koude steen in de Sint-Ivokapel (Brugge)
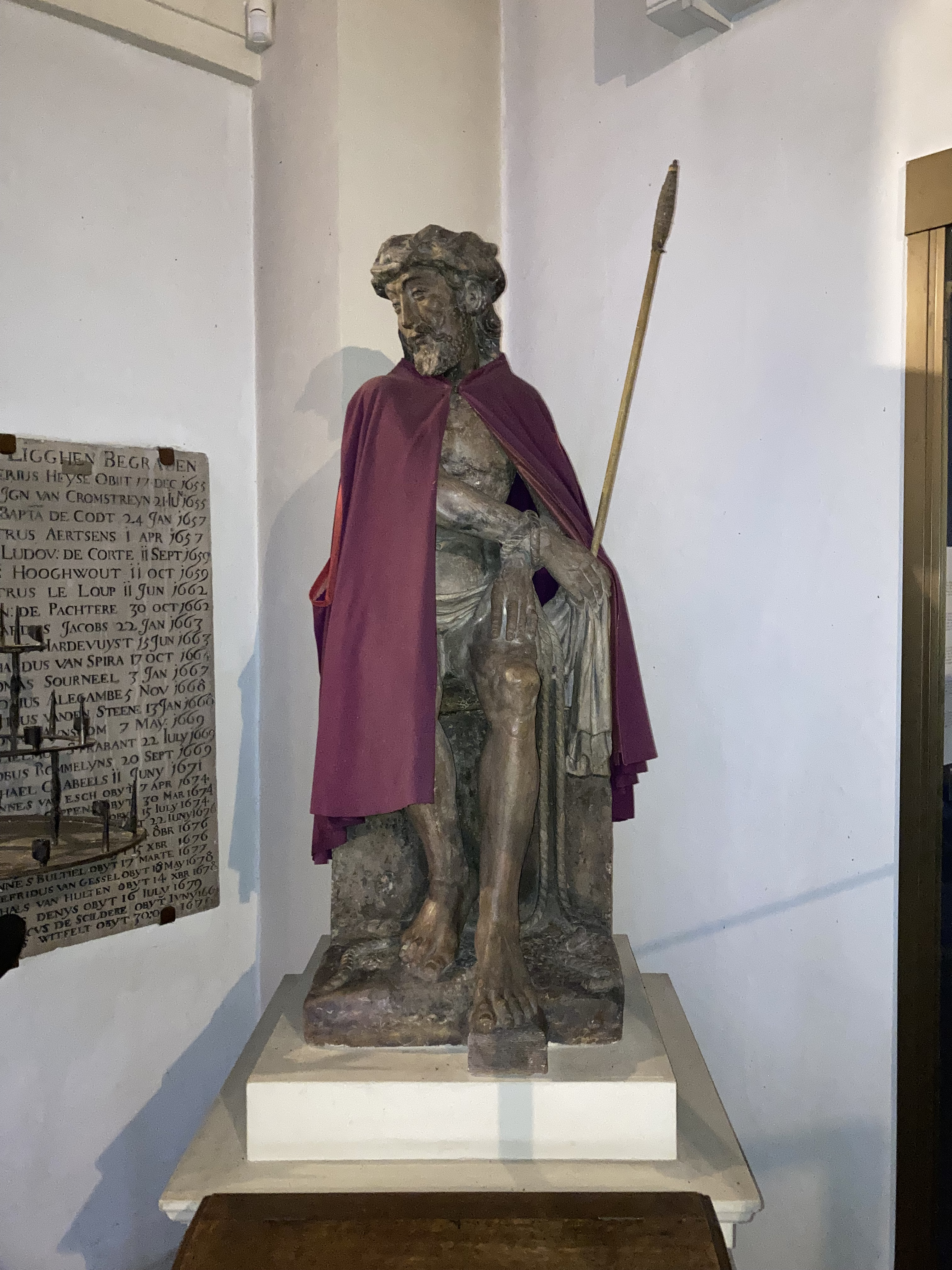
Christus op de koude steen in de Sint-Walburgakerk in Brugge